# 八代オクラ
八代オクラ（やしろオクラ）は、兵庫県豊岡市の伝統野菜。
豊岡市日高町の八代地区（旧・八代村）で家庭用の野菜として栽培されてきた伝統野菜である。
一般的なオクラと比べると実が大きく、太く、軟らかく、一般的なオクラの断面が角5つの五角形をしているのに対し角が8つ以上ある多角形をしているのが特徴。
2019年頃より栽培を広める取り組みが進められており、農家に留まらず地区の住民も参加して、特産品にすることを目指している。
2017年時点では地区内で八代オクラを栽培、出荷する農家は1軒のみであったが、2021年時点では8軒の農家がおよそ22アールの畑で八代オクラの栽培を行っている。
2021年に味の箱船に登録された。